# DSV
DSV A/S er en verdensomspændende transport- og logistikvirksomhed og er efter opkøbet af DB Schenker i 2024 verdens største transportudbyder foran fx Deutsche Post, DHL Group og Kuehne + Nagel. Selskabet lader eksterne leverandører om transporten, efter konceptet Asset Light Business Model.
Koncernen, der blev grundlagt i Danmark, har sit hovedsæde i Hedehusene og havde i 2020 en omsætning på DKK 115,9 mia. DSV A/S er noteret på Københavns Fondsbørs og er en del af C25-aktieindekset. 
Der bygges (2022) et logistikcenter på 700.000 m2 syd for Lund ved Horsens. Selskabet har 8,5 mio m2 solceller i verden.
Administrerende direktør Jens Bjørn Andersen tiltrådte 1. august 2008. 1. februar 2024 blev han afløst af Jens Lund.
13. september 2024 meddelte DSV, at virksomheden køber den tyske logistik- og shippingvirksomhed DB Schenker for 107 milliarder danske kroner. Meddelelsen var ventet, idet Reuters allerede to dage forinden erfarede om overtagelsen. Det nye selskab bliver verdens største logistikselskab, idet det vil have en omsætning på 293 milliarder kroner. Købet vil blive finansieret via gældsstiftelse og udstedelse af nye aktier og er det største opkøb, en dansk børsnoteret virksomhed nogensinde har foretaget. Med opkøbet kommer det nye selskab til at sidde på 6-7 pct. af det globale marked for fragt.

## Historie
- 1976 – DSV bliver etableret ved, at ni vognmænd i fællesskab med Leif Tullberg stifter selskabet DSV, De Sammensluttede Vognmænd af  13-7 1976 A/S.[6]
- 1987 – DSV registreres på Københavns Fondsbørs.
- 1997 – DSV køber det daværende Samson Transport Co. A/S og fortsætter under navnet DSV Samson Transport A/S.
- 2000 – DSV køber det daværende DFDS Dan Transport Group A/S, som fortsætter under navnet DFDS Transport Group A/S.
- 2003 – På DSV's generalforsamling vedtager selskabets aktionærer, at DSV fremover skal hedde DSV A/S i stedet for det hidtidige navn DSV, De Sammensluttede Vognmænd af 13-7 1976] A/S.
- 2004 – DSV frasælger den ene af de fire divisioner, miljødivisionen (DSV Miljø A/S).
- 2005 – Leif Tullberg fratræder som administrerende direktør og efterfølges af Kurt Kokhauge Larsen.
- 2006 – DSV køber Frans Maas, en konkurrent fra Holland, og er nu Europas tredjestørste transport- og logistikvirksomhed.
- 2008 – DSV køber den belgiske konkurrent ABX LOGISTIX for DKK 6,5 mia. Herefter har DSV en omsætning på DKK 48,6 mia. DKK og 26.500 medarbejdere, drift af egne transportnetværk i mere end 60 lande, og transportaktiviteter i mere end 100 lande.
- 2008 – Palle Flackeberg fratræder som bestyrelsesformand og efterfølges af Kurt Kokhauge Larsen, der samtidigt fratræder som administrerende direktør. Som ny administrerende direktør tiltræder Jens Bjørn Andersen.
- 2016 – DSV køber UTi Worldwide, Inc. og bliver dermed verdens femtestørste transportør med en samlet medarbejderstab på over 40.000 medarbejdere. Opkøbet koster DKK 9 mia.
- 2019 – DSV køber Panalpina Welttransport (Holding) AG[7] og bliver dermed verdens fjerdestørste transport- og logistikvirksomhed med en samlet medarbejderstab på omkring 60.000. Opkøbet koster hvad der svarer til ca. DKK 35 mia.
- 2019 – 24. september ændres moderselskabets navn til DSV Panalpina A/S. DSV A/S beholdes som binavn. DSV-logoet forbliver uændret for alle selskaber i koncernen.
- 2021 – DSV køber Agility Global Integrated Logistics (GIL)
- 2021 – 08. september ændres moderselskabets navn tilbage til det tidligere navn, som er DSV A/S[8]
- 2024 - Jens Bjørn Andersen afløses som administrerende direktør af Jens H. Lund.
- 2025 - 30. april gennemføres købet af DB Schenker for 107 milliarder danske kroner, og det samlede selskab bliver den største transportvirksomhed i verden indenfor logistik og spedition med 160.000 ansatte.

## Nuværende struktur
Koncernen er opdelt i tre divisioner med hver sit fokus:
- Road – som har transport- og distributionsnetværk i Europa, Nordamerika og Sydafrika.
- Air & Sea – som fokuserer på transport af gods med fly og skib.
- Solutions – som tilbyder lagerløsninger, herunder transportstyring og value added services.

## Ekstern henvisninger
- Moderselskabets hjemmeside